# Portloe
Koordinaten: 50° 13′ N, 4° 54′ W
Portloe (Kornisch: Porth Logh = kleine Bucht) ist ein kleines englisches Dorf in der Grafschaft Cornwall. Die Ortschaft gilt als eines der am wenigsten zersiedelten und imposantesten Fischerdörfer Cornwalls. Der Allgemeinheit bekannt wurde Portloe als Drehort für die BBC-Comedyserie Wild West mit Dawn French and Catherine Tate.